# Hormônio adrenocorticotrófico
A corticotrofina, hormona adrenocorticotrófica (português europeu) ou hormônio adrenocorticotrófico (português brasileiro), geralmente abreviado para a sigla ACTH (Adrenocorticotropic hormone em inglês), é um polipeptídeo com trinta e nove aminoácidos produzido pelas células corticotróficas da adeno-hipófise. Atua sobre as células da camada cortical da glândula adrenal, estimulando-as a sintetizar e liberar seus hormônios, principalmente o cortisol. Também estimula o crescimento desta camada.
A secreção de ACTH exibe ritmo circadiano com padrão diurno acentuado, controle por feedback negativo e respostas de ampla variedade de estímulos, entre eles o hormônio de liberação de corticotrofina, que é produzido nas células do núcleo paraventricular, localizadas no hipotálamo.
A corticotrofina ou hormônio adrenocorticotrópico tem como função estimular a secreção de hormônios da córtex supra-renal, principalmente glicocorticoides e manter a integridade da mesma.
A adrenal ou suprarrenal tem a medula, de origem ectodérmica e cujas células cromafins secretam catecolaminas (epinefrina). O córtex é de origem mesodérmica e se divide em três zonas, baseando-se na organização celular de suas células estereidogênicas. A zona glomerular é a mais externa e secreta mineralocorticoides (Aldosterona), a zona fasciculada intermediária que secreta glicocorticoides (Cortisol) e a zona reticulada, a mais interna do córtex que secreta androgênio (DHEA - Desidroepiandrosterona).

## Efeito dos corticosteroides
A cortex da supra-renal produz hormonas esteróides (sintetizadas a partir do colesterol):
- Aldosterona - cujo excesso provoca hipertensão e a falta provoca a Doença de Addison - responsável pelo controle dos íons de sódio (Na) e potássio (K). Se estamos com baixa pressão arterial, isso vai gerar uma baixa pressão de filtração nos rins, o que vai estimular o rim a produzir renina. Esta, por sua vez, ativará a proteína angiotensinogénio, estimulando o córtex a produzir aldosterona, a qual vai fomentar a entrada de sódio no sangue e, portanto, aumentar sua pressão sanguínea.
- Cortisol - cujo excesso causa a síndrome de Cushing - atua no metabolismo dos hidratos de carbono, proteínas e gorduras. O cortisol inibe a produção de proteínas. Quando a pessoa está muito estressada, a adeno-hipófise ativa, por meio da corticotrofina (ACTH), a produção de cortisol, que atua no auxílio de tecidos lesados, diminuindo o estresse. Porém, o aumento de cortisol inibe a produção de proteínas, o que explica o mal-estar físico que sentimos durante o estresse.
- Androgénio - hormonio responsável pelas características masculinas, por exemplo a testosterona.